# Карасёвка (Башкортостан)
Карасёвка (баш. Карасёвка) — деревня в Ишимбайском районе Башкортостана, входит в состав Ишеевского сельсовета.

## Население
| 2002 | 2009 | 2010 |
| ---- | ---- | ---- |
| 91   | ↗148 | ↘70  |

## Географическое положение
Рядом протекает река Белая.
Расстояние до:
- районного центра (Ишимбай): 37 км,
- центра сельсовета (Ишеево): 12 км,
- ближайшей ж/д станции (Стерлитамак): 11 км.

## Улицы
В деревне 8 улиц:
- Весенняя
- Казанская
- Луговая
- Озёрная
- Осенняя
- Российская
- Спортивная
- Уфимская

## Спорт
Проводятся соревнования по спортивному ориентированию.